# 쿠지라
쿠지라(くじら, 1960년 4월 1일 ~ ) 또는 구지라는 일본의 성우이다. 81 프로듀스 소속. 도쿄도 출신. 본명 및 구예명은 마츠모토 와카코. 쿠지라(くじら)는 일본어로 고래를 뜻한다.

## 출연작품
1992년
- 아빠는 요리사 (요시오카 카츠오)

1993년
- 제노사이버 (코우)

1996년
- 체포하겠어 (스쿠터 아줌마)
- 트윈 시그널 (A스케 & B스케)

1999년
- 지구방위기업 다이가드 (무토)

2000년
- 멋지다 코니 (코니)
- 아야시노 세레스 (오다 큐)

2001년
- 체포하겠어(新) (스쿠터 아줌마)
- 스트로베리 에그 (산죠우 루루)
- 코게빵 (숯빵)

2002년
- 나루토 (오로치마루)

2003년
- 소닉 X (엘라)

2006년
- 은혼 (오토세씨)

2007년
- 나루토 질풍전 (오로치마루)
- 소녀왕국 표류기 (장로 할멈)

2008년
- 카오스 헤드 (모모세 카츠코)
- 포르피의 기나긴 여행 (도리)

2009년
- 쌍둥이 맑음 (고깃집 아줌마)
- 원피스 (스위트피)

2010년
- 신만이 아는 세계 (도쿠로 스컬)

2012년
- 나루토SD 록리의 청춘 풀파워 닌자전 (오로치마루)

### 게임
2010년
- 탄환논파 희망의 학교와 절망의 고교생 (오오가미 사쿠라)